# Castello Monteleone
Castello Monteleone, nota anche semplicemente come Monteleone è una località abitata di 532 abitanti, che fa parte dei comuni di Marano di Napoli (che ne amministra la maggior parte) e Quarto, nella città metropolitana di Napoli, in Campania.
È nota per la presenza dell'antico Castello di Monteleone, risalente al XIII secolo, situato dal lato appartenente al comune di Marano.

## Geografia fisica
Il borgo di Castello Monteleone sorge a 129 metri sul livello del mare in cima ad una collina nei dintorni della piana dei Campi Flegrei tra i comuni di Marano di Napoli e Quarto, confina inoltre con la vicina frazione di Torretta-Scalzapecora del comune di Villaricca.

## Monumenti e luoghi d'interesse
- L'antico Castello di Monteleone o di Belvedere, costruito nel 1227 su richiesta di Federico II di Svevia[3]. Dopo il 1500, è stato di proprietà della Famiglia Pignatelli, ramo Monteleone di cui porta il nome. Il declino del castello iniziò con l’arrivo degli Aragonesi che vi preferirono altri luoghi. Il castello era abitato fino al 1950.

## Società
La frazione è nota per essere la seconda più popolosa del comune di Marano di Napoli alle spalle di Torre Caracciolo, ed è la quarta più popolosa del comune di Quarto.
.